# Korkut
Korkut (kurdisch Têlî, von armenisch T'il – „Hügel“) ist eine Stadt und Hauptort des gleichnamigen Landkreis (İlçe) in der ostanatolischen Provinz Muş. Korkut liegt etwa 25 km östlich der Provinzhauptstadt Muş, etwas nördlich der Eisenbahnstrecke Tatvan-Elâzığ bzw. der Fernstraße D 300 sowie etwas westlich der Fernstraße D 959.
Der zweitkleinste Landkreis liegt im Südosten der Provinz und grenzt an den zentralen Landkreis (Merkez) Muş im Westen und Nordwesten, an den Kreis Bulanık im Norden, an die Provinz Bitlis im Osten und an den Kreis Hasköy im Süden. Die Bevölkerungsdichte (33,3) liegt unter dem Provinzwert (von 47,2 Einw. je km²).
Der Landkreis wurde am 9. Mai 1990 durch das Gesetz Nr. 3644 gebildet. Bis zu diesem Zeitpunkt war er ein Bucak im östlichen Teil des zentralen Landkreis (Merkez) Muş. Zum letzten Zensus vor der Gebietsänderung (1985) zählte dieser Bucak 27.851 Einwohner, davon für den Hauptort (Bucak Merkezi) 1.645 Einwohner. Der gesamte zentrale Landkreis zählte damals 165.895, die Provinz 339.492 Einwohner.
Ende 2018 bestand der Kreis neben der Kreisstadt (24,5 % der Kreisbevölkerung) aus einer weiteren Belediye, der Gemeinde Altınova (2702 Einw.) westlich der Kreisstadt sowie 30 Dörfer (Köy) mit durchschnittlich 650 Bewohnern. Neun der Dörfer haben über 1000 Einwohner: Güneyik (1652), Güven (1311), Alazlı (1255), Karakale (1246), Yolgözler (1203), Konakdüzü (1130), Kapılı (1118), Oğulbalı (1114) und Sazlıkbaşı (1094 Einw.). 13 Dörfer haben mehr als 650 Einwohner.